# Herb Zakonu Kawalerów Maltańskich

Herb Zakonu Kawalerów Maltańskich

Herb Zakonu Kawalerów Maltańskich – przedstawia na płaszczu czarnym usianym złotymi liliami, podbitym gronostajem zwieńczonym koroną królewską, owalną czerwoną tarczę ze srebrnym krzyżem otoczonym różańcem z pereł. Za tarczą srebrny krzyż o ośmiu rogach (order św. Jana Jerozolimskiego), po jego obu stronach po dwie flagi Zakonu.
Herb zatwierdzony został w Konstytucji Zakonu (art.6) z 1961 roku.
Herb taki przysługuje Wielkiemu Mistrzowi, instytucjom zakonu i dyplomatom.
Natomiast srebrny krzyż o ośmiu rogach na czerwonej tarczy używany jest jako emblemat Kawalerów Maltańskich i jest godłem akcji charytatywnych i humanitarnych podejmowanych przez to zgromadzenie (art. 242 Kodeksu Zakonu).